# Walter Schmid (Fußballspieler)
Walter Schmid (* 16. März 1921) ist ein ehemaliger deutscher Fußballspieler. Der torgefährliche Angreifer hat in den Oberligen Süd und Südwest bei den Vereinen TSG Ulm 1846, FC Bayern München und FK Pirmasens von 1946 bis 1953 insgesamt 172 Ligaspiele absolviert und dabei 74 Tore erzielt.

## Karriere
Der wegen seiner Schusskraft gefürchtete Angreifer stürmte wechselweise als Mittelstürmer oder auf Rechtsaußen. Er war der Torjäger der Ulmer „Spatzen“ und war Mannschaftskollege von Torhüter Toni Turek und Hans Eberle. Von 1946 bis 1949 soll er in 93 Oberligaeinsätzen 51 Tore erzielt haben.
Schmid war als Stürmer in der Saison 1949/50 für den FC Bayern München aktiv und erzielte in sieben Punktspielen in der Oberliga Süd, der seinerzeit höchsten deutschen Spielklasse, drei Tore. Sein Debüt gab er am 3. September 1949 (1. Spieltag) bei der 2:3-Niederlage im Heimspiel gegen die SpVgg Fürth. Nachdem er am 11. September 1949 (2. Spieltag) bei der 2:4-Niederlage im Auswärtsspiel gegen Kickers Offenbach mit dem Treffer zum 1:4 in der 68. Minute sein erstes Tor in der Oberliga erzielt hatte, gelangen ihm am 25. September 1949 (3. Spieltag) beim 3:2-Sieg im Stadion an der Grünwalder Straße gegen den VfR Mannheim, mit den Treffern zum 1:1 und 2:1 innerhalb einer Minute, gleich zwei Tore in einem Spiel. Sein letztes Punktspiel für die Bayern, nachdem er auch vom vierten bis sechsten Spieltag für sie spielte, bestritt er am 6. November 1949 (8. Spieltag) beim 1:0-Sieg im Heimspiel gegen den Lokalrivalen TSV 1860 München. Des Weiteren bestritt er acht Freundschaftsspiele, in denen er vier Tore erzielte.
Nach nur einer Saison beim FC Bayern schloss er sich dem FK Pirmasens in der Oberliga Südwest an. Am Ende seiner Oberligakarriere wurde er als Verteidiger im damals angewandten WM-System eingesetzt, wie beispielsweise am 21. September 1952 bei einer 1:8-Auswärtsniederlage beim 1. FC Kaiserslautern.